# SN 2011bm
SN 2011bm – supernowa typu Ic odkryta 4 kwietnia 2011 roku w galaktyce IC3918. W momencie odkrycia miała maksymalną jasność 17,00m.